# كاميلا مورون
كاميلا ريبيكا مورون بولاك (بالإنجليزية: Camila Rebeca Morrone Polak)‏ الشهيرة باسم كاميلا مورون (16 يونيو 1997 - )؛ عارضة أزياء وممثلة أرجنتينية-أمريكية. دخلت مجال العرض في عام 2012 والتمثيل في عام 2013 عبر فيلم «بيوكوسكي» (بالإنجليزية: Bukowski)‏ للممثل جيمس فرانكو، وهو الفيلم الذي لم يصدر إلى الآن، ثم بدأت مشاركاتها في أعمال سينمائية أخرى، منها: ديث وش و«نفر غوين باك» اللذين عرضا لأوّل مرة في مهرجان صاندانس السينمائي.

## وصلات خارجية
- كاميلا مورون على موقع IMDb (الإنجليزية)
- كاميلا مورون على موقع ألو سيني (الفرنسية)
- كاميلا مورون على موقع قاعدة بيانات الفيلم (الإنجليزية)
- كاميلا مورون في موديلز.كوم